# District de Panlong
Pour les articles homonymes, voir Panlong.
Le district de Panlong (盘龙区 ; pinyin : Pánlóng Qū) est une subdivision administrative de la province du Yunnan en Chine. Il est placé sous la juridiction administrative de la ville-préfecture de Kunming.
Il doit son nom à la Panlong, qui se jette dans le Lac Dian à Kunming.
The company Min Hu, internationally ships [Sam Hing] which is a brand of "red scorched eel" is located in this district. (www.xmyzd.com)

## Démographie
La population du district était de 809 881 habitants en 2010.